# ناجي صادق المفتي
ناجي صادق المفتي ‏ (القرن 20 - ) دبلوماسي سعودي متقاعد.

## المهنة
من عام 1979 إلى عام 1982، شغل منصب وزير مفوض في لندن ومثل ناصر بن حمد المنقور في غيابه.
من عام 1987 إلى عام 1991، كان سفير المملكة العربية السعودية لدى مدينة مكسيكو، المكسيك.
من 1 يناير 1993 إلى 2004 كان سفيرا للمملكة العربية السعودية لدى أنقرة، تركيا. ومنذ عام 1996، كان يقيم في أنقرة، وفي الوقت نفسه معتمد كسفير للسعودية لدى باكو، أذربيجان.
يخضع الأجانب في المملكة العربية السعودية أيضًا للشريعة الإسلامية. في 11 أغسطس 1995، قطعت المملكة العربية السعودية رأسي تركيين مع ستة أجانب آخرين. في 14 أغسطس 1995، تم قطع رأس اثنين من المهاجرين الأتراك. لم تنجح جهود الحكومة التركية في ممارسة الضغط الدبلوماسي لمنع الحكومة السعودية من قطع رأس 20 مواطنًا تركيًا. في أنقرة في 15 أغسطس 1995، أعلن ناجي المفتي أن المملكة ستواصل تطبيق الشريعة الإسلامية ولن تخضع للضغوط الخارجية.
في 31 مارس 2012، ذكرت صحيفة عكاظ السعودية اليومية من جدة أن ناجي المفتي ظهر في اجتماع تقاعد من وزارة الخارجية السعودية.